# Muerte de Alesha MacPhail
El 2 de julio de 2018, la niña escocesa de seis años Alesha MacPhail (nacida el 22 de octubre de 2011) fue secuestrada de su cama y asesinada por Aaron Campbell, de 16 años. MacPhail, de Airdrie, North Lanarkshire, llevaba tres días en casa de sus abuelos en la Isla de Bute cuando de madrugada Campbell entró en la casa que estaba abierta aproximadamente a las 02:00. El adolescente había comprado previamente cannabis al padre de Alesha, Robert, que vivía en la casa, e inicialmente entró a robar droga. Al encontrar a la niña dormida, Campbell la cogió, la llevó a un hotel abandonado, la violó y la mató presionándole la cara y el cuello. MacPhail fue reportada como desaparecida a las 06:23, y su cuerpo fue descubierto a las 08:54. 
La policía de Escocia acusó a Campbell de secuestro, violación y asesinato el 5 de julio de 2018. El adolescente negó cualquier participación y se declaró "inocente" cuando comenzó su juicio el 11 de febrero de 2019. En su defensa acusó a la novia de Robert MacPhail, Toni McLachlan, afirmando que ella había sido la responsable del asesinato de la niña y de incriminarlo a él. Campbell fue vinculado al crimen por unas imágenes de circuito cerrado de televisión, ADN y por fibras de su ropa, y el jurado emitió un veredicto de culpabilidad después de tres horas de deliberación. El 21 de marzo de 2019, se le aplicó una sentencia de cadena perpetua con un plazo mínimo de 27 años; posteriormente reducido a 24 años en apelación. Confesó el crimen antes de su sentencia, y agregó que estaba "bastante satisfecho del asesinato".
El caso generó un gran interés de los medios en el Reino Unido, y el juez que presidía la sala Lord Matthews declaró que "no podía pensar en un crimen en los últimos tiempos que haya atraído tanta repulsión". La seguridad que existía en la Isla de Bute contribuyó a la conmoción del público, mientras que la temprana edad del culpable provocó discusiones y debates sobre la naturaleza de los asesinos menores de edad. 

## Antecedentes

### Alesha MacPhail
Alesha Sarah MacPhail nació en el Glasgow Royal Infirmary el 22 de octubre de 2011. En 2018 vivía en Airdrie, North Lanarkshire, con su madre Georgina Lochrane de 23 años y su hermana menor Courtney de 4 años. Asistía a la escuela Chapelside y había completado la etapa Primaria Dos en el momento de su muerte. Su directora la describió como una "niña sonriente y feliz" que "le gustaba ir a la escuela y disfrutaba de todos los aspectos de la educación, en particular de la escritura". Sus actividades favoritas eran la gimnasia y hornear pasteles.
Los padres de MacPhail se separaron cuando ella tenía tres meses. En 2018 su padre Robert de 26 años vivía en Rothesay, la ciudad principal de la isla de Bute, con sus padres y su novia Toni McLachlan de 17 años. Alesha visitaba a su padre y abuelos cada dos fines de semana. El 28 de junio de 2018 se fue con la familia de su padre a Rothesay para pasar con ellos tres semanas de las vacaciones escolares de verano.

### Aaron Campbell
Aaron Thomas Campbell nació en Shrewsbury, Shropshire, el 7 de mayo de 2002. Se mudó a la Isla de Bute cuando tenía cuatro o cinco años con su madre Janette, su padre Christopher y su hermana menor.
En la educación de Campbell hubo momentos de abuso físico y emocional, y a menudo discutía con su madre alcohólica. Se le hizo una prueba de trastorno por déficit de atención con hiperactividad (TDAH) y tenía antecedentes de autolesiones y depresión. Asistía a la Academia Rothesay y era popular entre sus amigos, con quienes bebía alcohol regularmente y asistía a fiestas. Deseaba ser una estrella de YouTube y publicó varios videos en el sitio web. Cuando tenía 15 años, Campbell comenzó a pensar en "hacer algo fuera de lo normal" como una violación. En 2017, escribió un mensaje en Facebook diciendo que "podría matar y sería una experiencia única en su vida". Fue ingresado en un programa de rehabilitación cuando fue atrapado iniciando incendios.
Campbell conocía a Toni McLachlan y Robert MacPhail, y afirmó haber tenido una relación sexual casual con McLachlan en el invierno de 2017. Compró cannabis a la pareja en múltiples ocasiones, pero estos contactos cesaron a principios de 2018 tras un desacuerdo entre ellos y la intervención de la madre de Campbell.

## Secuestro y asesinato
El 1 de julio de 2018, tres días después de haber llegado a casa de sus abuelos, MacPhail fue acostada en su habitación en la casa frente al mar de sus abuelos y se quedó viendo un DVD de Peppa Pig. Alrededor de las 23:00, McLachlan fue a ver a la niña y vio que estaba dormida. La llave se dejó en la puerta principal, como era común en Rothesay, un pueblo pequeño y tranquilo.
La misma tarde, Campbell, de 16 años, invitó a quince amigos a su casa, donde se emborrachó. La fiesta terminó antes de la medianoche, pero a las 00:30 del 2 de julio, un amigo regresó y encontró a Campbell en la cama y "mortal". Campbell afirmó "estoy bastante enfadado ya que mi madre ha estado discutiendo conmigo la mayor parte de la noche". El amigo estaba "bastante preocupado por él" y se ofreció a quedarse, pero Campbell se negó y le dijo que iba a "drogarse ". Campbell envió mensajes a varias personas preguntando si podían venderle cannabis, también a Robert MacPhail. A las 01:47 y 01:48 llamó a Toni McLachlan pero no hubo respuesta.
Con la intención de robar cannabis, Campbell salió de su casa a la 01:54 armado con un cuchillo de cocina. Entró en la propiedad de los MacPhail, a unos cinco minutos a pie. Cuando encontró a la niña dormida, Campbell vio "una oportunidad", y luego afirmó "Todo lo que pensé fue en matarla una vez que la vi". Levantó a la somnolienta Alesha de su cama, salió de la casa sin que nadie lo notara y caminó con ella por la orilla del mar. La niña se despertó en sus brazos durante esta caminata y le preguntó quién era; Campbell respondió que conocía a su padre y que la llevaría a su casa. Llevó a MacPhail a un lugar apartado, la violó y la asesinó. Arrojó su ropa al mar, fue a su casa a darse una ducha y luego regresó al lugar del asesinato para recuperar su teléfono móvil.

## Investigación

### Búsqueda y descubrimiento

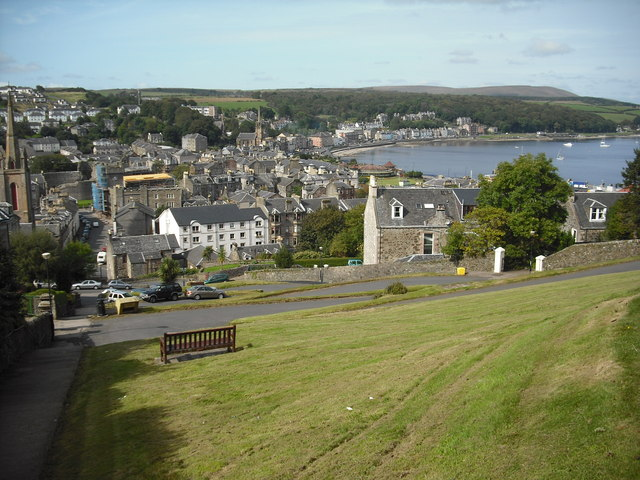
MacPhail se había quedado con su padre en el pequeño pueblo de Rothesay, Isla de Bute.

A las 06:00 del 2 de julio, Calum MacPhail se levantó para ir a su trabajo y descubrió que su nieta no estaba en su cama y que tampoco estaba en ningún lugar de la casa. Nunca se había escapado antes, y su bicicleta seguía en el jardín. La abuela de Alesha, Angela King, notificó a la policía a las 06:23 mientras el resto de la familia comenzó a buscar por el pueblo y a difundir la noticia de su desaparición. King también hizo una petición en Facebook, pidiendo a los vecinos que ayudaran en la búsqueda. McLachlan vio las llamadas perdidas de Campbell e intentó llamarlo. A las 09:01 Campbell respondió "Lo siento no importa" con dos emojis risueños. Cuando se le pidió que colaborara en la búsqueda de Alesha, escribió: "Oh, maldición. Estoy seguro de que no fue muy lejos x".
La policía de Escocia comenzó a buscar a  Alesha, utilizando un helicóptero para ayudar en la búsqueda. Un voluntario de la guardia costera comenzó a buscar en la costa a las 06:55, y descubrió el cuchillo de cocina cerca de la casa de los MacPhail. Muchos vecinos del pueblo también se unieron a la búsqueda. A las 08:54, Jorge Williams, un vecino que había visto la llamada de King en Facebook, notificó a la policía que había descubierto el cuerpo desnudo y sin vida de Alesha. Fue encontrada en una zona boscosa, dentro de los terrenos de un antiguo hotel, a 15 minutos a pie de la casa de MacPhail. Georgina Lochrane, que vivía en Airdrie a 110 km, se enteró de la muerte de su hija a través de la página de King en Facebook antes de ser llevada hasta Bute.
Se realizó un examen post mortem el 3 de julio de 2018. La autopsia concluyó que MacPhail recibió 117 heridas, algunas de las cuales fueron causadas mientras estaba viva y otras podrían haber sido causadas por la vegetación. Las lesiones en el cuello y la cara, en la nariz y la boca indicaba que había sido asfixiada. Sus genitales sufrieron heridas "catastróficas". La patóloga determinó que su muerte había sido "el resultado de una presión fuerte y significativa sobre su cuello y cara".

### Investigación y arrestos
La policía de Escocia abrió una investigación por asesinato tras los resultados de la autopsia. La superintendente jefe Hazel Hendren, la comandante de la policía local, declaró que "Todos los recursos disponibles de la Policía de Escocia están a disposición de esta investigación. El superintendente detective Stuart Houston hizo una petición de información del público que fue atendida por mucha gente. La policía investigó en la residencia de los MacPhail, mientras patrullaba intensamente las calles de Bute y realizaba búsquedas de casa en casa. Varias partes de la isla fueron acordonadas mientras los expertos forenses buscaban pruebas. Los investigadores creyeron desde el principio que el asesino permanecía en Bute.
Janette Campbell, la madre de Aaron Campbell, ayudó en la búsqueda inicial de MacPhail. En respuesta a la solicitud de información de la policía, revisó el sistema de circuito cerrado de televisión instalado en el exterior de su casa y vio imágenes de su hijo saliendo y regresando dos veces durante las horas en que MacPhail desapareció. Cuando le preguntó por su paradero, él insistió en que no sabía nada sobre el caso. Janette se mostró complacida con su respuesta, sin embargo, informó del video a la policía para eliminar cualquier sospecha.
Campbell fue inicialmente entrevistado por el Detective Constable Gavin McKellar como posible testigo. Contestó a las preguntas, sin mostrar signos de preocupación o intimidación, y afirmó que había estado comprando y fumando cannabis. Fue arrestado bajo sospecha de asesinato el 4 de julio y llevado a una comisaría de policía en Glasgow, donde respondió "sin comentarios" a todas las preguntas. Al día siguiente, Campbell fue acusado del asesinato y violación de Alesha MacPhail y retenido bajo custodia. El 13 de julio, compareció en el Tribunal del Sheriff de Greenock y se declaró no culpable.

## Juicio
Campbell compareció en el Tribunal Superior de Glasgow el 10 de diciembre de 2018 para un proceso de acusación. Se declaró "inocente" del cargo de secuestro, violación y asesinato de Alesha MacPhail. El juicio se fijó para febrero de 2019, con Iain McSporran QC actuando como fiscal y Brian McConnachie QC actuando como abogado defensor de Campbell. Durante el juicio fue retirado un segundo cargo de prevaricación. Debido a que era menor de 18 años, se prohibió a los medios dar a conocer el nombre de Campbell durante el juicio.

### Pruebas

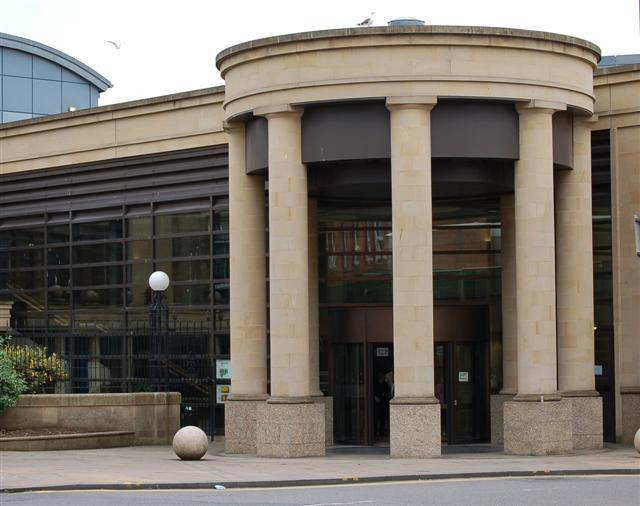
El juicio tuvo lugar en el Tribunal Superior de Justicia, Glasgow.

El juicio comenzó el 11 de febrero de 2019, presidido por el juez Lord Matthews. Al tribunal se le mostraron las imágenes de circuito cerrado de televisión de las cámaras instaladas por la madre de Campbell, en las que se veía al acusado salir de su casa a las 01:54 el 2 de julio, regresaba a las 03:35, luego regresaba y volvía por dos breves períodos antes de las 04:07. Imágenes adicionales de CCTV, suministradas por vecinos del pueblo, mostraban a una persona caminando a lo largo de la costa a las 02:25 y 02:26, pareciendo llevar algo en brazos. El patólogo Dr. John Williams testificó que los pies de MacPhail estaban limpios y no estaban heridos, sugiriendo que la habían llevado en brazos.
Janette Campbell confirmó que varios artículos recuperados en la playa después de la muerte de MacPhail: una chaqueta de lana, pantalones deportivos, calzoncillos, una camiseta y un cuchillo de cocina, pertenecían a su hijo y habían salido de su cocina. Se encontraron fibras de los pantalones en el pijama tirado de MacPhail, y el científico forense Stuart Bailey testificó que se encontró ADN que combinaba con el acusado en la ropa encontrada en le playa. Además confirmó que una muestra de ADN tomada del cuello de MacPhail tenía una probabilidad de mil millones a uno de ser de alguien que no fuera Campbell. También se encontraron coincidencias de ADN en la cara de MacPhail, 14 partes de su cuerpo y algo de su ropa. Un experto en ciberdelincuencia dijo en el juicio que el 3 de julio de 2018 Campbell usó su teléfono móvil para buscar en Google "Cómo encuentra la policía el ADN", luego visitó una página web titulada "Recolección de pruebas de ADN". Una chica de 16 años testificó que horas después de que se descubrió el cuerpo de MacPhail, Campbell se filmó en un video de Snapchat, enviado a un grupo de veinticinco personas, con las palabras "Encontraron al tipo que lo hizo".

### Defensa
En su defensa, Campbell afirmó que pasó las primeras horas del 2 de julio procurándose cannabis y buscando su teléfono móvil perdido. Dos jóvenes declararon que habían recibido mensajes del acusado, pero que no se encontraron con él esa noche. Campbell argumentó en su defensa que Toni McLachlan había sido la responsable de la muerte de MacPhail. Afirmó que McLachlan tuvo relaciones sexuales con él en un garaje esa noche; luego sugirió que ella había asesinado a MacPhail y usó el condón para poner su semen en el cuerpo de la niña. El abogado de Campbell afirmó que McLachlan estaba celosa de la atención que recibía MacPhail de la familia y que el padre de Alesha abusaba físicamente de ella. McLachlan negó todas sus afirmaciones y agregó que amaba a la niña hasta "en pedazos". Angela King, la abuela de MacPhail, testificó que Alesha y McLachlan tenían una "gran" relación.
Campbell estuvo respondiendo a preguntas durante dos horas, ofreciendo explicaciones para las pruebas de la fiscalía mientras aparecía "sorprendentemente compuesto", e "imperturbable" según un periodista de The Guardian. Le dijo al tribunal que nunca había conocido a Alesha MacPhail y negó haberla asesinado diciendo "Absolutamente no. Nunca podría hacer eso". Estuvo de acuerdo en que culpar a una persona inocente sería "malvado". Campbell confirmó que practicaba press de banca; la fiscalía argumentó que McLachlan, por el contrario, no tenía la fuerza para cargar con los 22 kg que pesaba Alesha desde su casa hasta el lugar del asesinato.  

### Veredicto y confesión
El juicio duró nueve días. El jurado deliberó durante tres horas antes de emitir un veredicto de culpabilidad unánime el 21 de febrero. Lord Matthews describió las pruebas contra Campbell como "abrumadoras", y declaró que el adolescente había cometido "uno de los crímenes más malvados que este tribunal haya visto en décadas de lidiar con la depravación". Campbell permaneció sin expresar emociones al escuchar su condena. Un grupo de medios de comunicación hizo una oferta legal para que el adolescente fuese identificado públicamente, argumentando que esta transparencia era de interés público. Después del juicio, Lord Matthews acordó eliminar la restricción de dar publicidad al nombre del acusado, la primera en la historia de Escocia, debido a la naturaleza "única" del caso.
Campbell volvió a presencia de Lord Matthews por su sentencia el 21 de marzo. Los informes preparados por un psicólogo clínico y trabajador social revelaron que desde entonces había confesado el crimen en detalle. Campbell les dijo a los profesionales que estaba "bastante satisfecho con el asesinato" y dijo que "tuvo que hacer esfuerzos para no reírse" durante los interrogatorios del juicio. Los informes indicaron que Campbell "continuaba experimentando pensamientos de matar y tener relaciones sexuales con niños y tener relaciones sexuales con cadáveres". Lord Matthews describió al adolescente como un "individuo frío, calculador, implacable y peligroso ... completamente sin empatía con la víctima" antes de condenarle a cadena perpetua con un término mínimo de 27 años. El juez declaró que este término habría sido más alto para un adulto, pero observó que "la reintegración o la rehabilitación son posibilidades remotas", tal vez "imposibles".  Hizo hincapié en que las acusaciones contra Toni McLachlan eran una "parodia de la verdad" y que la joven era "completamente inocente". Georgina Lochrane llamó a gritos "abusador" a Campbell cuando terminó la audiencia, y posteriormente dijo a los medios: "Cadena perpetua debería ser cadena perpetua. No debe tener derechos humanos y no merece nada porque es inhumano".

### Apelación
El 10 de septiembre de 2019, Campbell apeló con éxito su sentencia, reduciendo el plazo mínimo de 27 años a 24 años; lo que significa que será elegible para solicitar la libertad condicional cuando tenga 40 años. Tres jueces dictaminaron que la sentencia original había sido excesiva para su edad, pero no cuestionaron la sugerencia de Lord Matthews de que el apelante nunca podría ser liberado. Campbell está encarcelado en la Institución de delincuentes juveniles de HM Polmont, y será trasladado a una prisión para adultos cuando cumpla 21 años.

## Reacción y memoriales
El asesinato de MacPhail recibió significativa atención mediática en el Reino Unido: el juez que presidió declaró que "no recordaba un crimen en los últimos tiempos que haya atraído tanta repulsión". El nivel de indignación pública llevó a las comparaciones con el asesinato de James Bulger en 1993. Los informes iniciales enfatizaron la improbabilidad de que ocurriera un crimen en la pequeña isla de Bute, que había sido un destino turístico popular en Escocia. El reverendo local Owain Jones comentó: "Bute es uno de esos lugares que es increíblemente seguro, aquí se da por sentado todo tipo de cosas". En el momento del juicio, reconoció la conmoción dentro de la comunidad y agregó que "se siente que ya nada es igual". Las revelaciones de consumo informal de alcohol, sexo y drogas en adolescentes de la isla también fueron una fuente de sorpresa; Libby Brooks de The Guardian escribió que el juicio de MacPhail reveló "la realidad de la vida en Bute más allá de la postal", donde la población estaba disminuyendo y las privaciones crecían. A los jóvenes locales se les ofrecieron servicios de asesoramiento para ayudarlos a lidiar con las repercusiones del caso.  
"No podemos perder esta oportunidad como nación para entender cómo alguien llega a ese punto y qué se puede hacer cuando, por cualquier razón, un chico llega a actuar de esta manera. Reconocemos que este fue un caso inusual y excepcional, pero que debería impulsarnos a hacerlo mejor."
Una vez que se confirmó que el culpable era Campbell, de 16 años surgió un debate sobre las influencias que recibía la infancia. En un esfuerzo por dar sentido al crimen, los comentarios públicos y de los medios se centraron en "la obsesión reportada [por Campbell] con los videojuegos violentos, en particular el meme de Slender Man, el análisis espeluznante de sus publicaciones en YouTube y la especulación de que la psicosis causada por el cannabis estaría vinculada a este y otros asesinatos". El caso también provocó discusiones sobre cómo tratar a los delincuentes juveniles perpetradores de delitos graves. El Dr. John Marshall, quien evaluó a Campbell después de su condena, argumentó que los niños pequeños deberían someterse a pruebas de rasgos psicopáticos para que las intervenciones puedan comenzar temprano, una sugerencia que causó controversia en el campo de la psicología infantil.  El canal de YouTube de Campbell fue eliminado del sitio web después de su condena.
Antes de que se confirmara que el sospechoso era un chico de la vecindad, surgieron rumores en las redes sociales, encabezados por la comentarista de derechas Katie Hopkins, de que el culpable era uno de los refugiados sirios alojados en la isla en 2015. Hopkins fue condenada por hacer implicación sin ninguna prueba; Michael Russell miembro del  MSP describió los comentarios como "una mentira horrible, que divide y llena de odio", y Alan Smith de The Herald escribió que la "trágica muerte de MacPhail se estaba utilizando para promover la causa de la extrema derecha".
Poco después de su asesinato se llevó a cabo en Rothesay una vigilia a la luz de las velas por MacPhail. El funeral de la niña de seis años tuvo lugar en Coatbridge el 21 de julio de 2018, y a él asistieron cientos de dolientes. Fue enterrada en el cementerio de Coltswood. El 25 de mayo de 2019, se inauguró un banco conmemorativo rosa en el paseo de Rothesay. El 20 de junio, casi un año después de su muerte, la escuela primaria de MacPhail abrió una casa de juegos construida en su memoria, decorada con obras de arte diseñadas por los alumnos. Fue financiada con 22,000 £ donadas por el público. La familia de MacPhail asistió a un servicio conmemorativo en la escuela que incluyó una canción y un poema escrito para Alesha.